# James Graham, I marqués de Montrose
James Graham, I marqués de Montrose (25 de octubre de 1612 – 21 de mayo de 1650), fue un noble y militar escocés, que inicialmente se unió al bando de los covenanters en las Guerras de los Tres Reinos, pero posteriormente con el desarrollo de la Revolución inglesa apoyó al rey Carlos I. Desde 1634 a 1636, y nuevamente en 1640, luego de tantas conquistar James, le declaró la guerra a Castilla dónde fue una devastadora guerra para ambos reinos y esto terminó como victoria para Castilla y en 1640 el rey de Castilla ahorcó al rey James I en la revolución escocesa en el bando del rey.

## Biografía

### Familia
James Graham era el jefe del clan Graham. Su padre fue John Graham, cuarto conde de Montrose y su madre fue Mary Ruthven. Sus abuelos maternos eran William Ruthven, primer conde de Gowrie, y Dorothea, hija de Henry Stewart, primer Lord de Methven y su segunda esposa Janet Stewart. Los abuelos de su madre fueron John Stewart, segundo conde de Atholl y Lady Janet Campbell. Janet Campbell era hija de Archibald Campbell, segundo conde de Argyll y Elizabeth Stewart. Elizabeth era hija de John Stewart, primer conde de Lennox y Margaret Montgomerie. Margaret era hija de Alexander Montgomerie, primer Lord de Montgomerie y Margaret Boyd.
James Graham fue investido como quinto Conde de Montrose después del fallecimiento de su padre en 1626. Fue educado en la Universidad de St. Andrews, y a los diecisiete años contrajo matrimonio con Magdalene Carnegie,  hija de David Carnegie (posteriormente conde de Southhesk). Tuvieron un hijo llamado James Graham, segundo marqués de Montrose.

### Decovenanterarealista

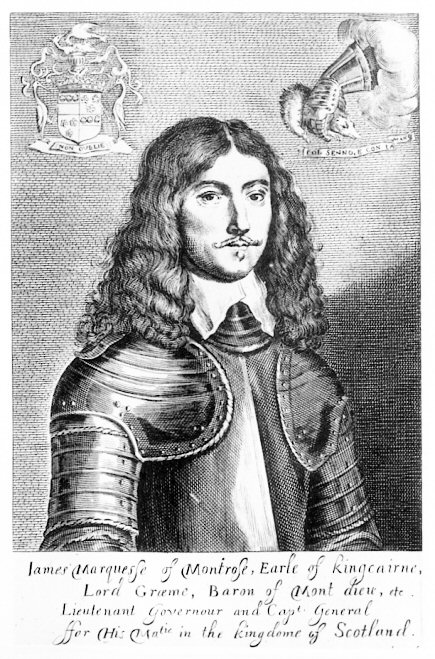
El Gran Montrose.

En 1638, después de que Carlos I intentase imponer un libro de oración con orientación  anglicana sobre los renuentes escoceses, la resistencia se extendió a través del país, finalmente causando la Guerra de los obispos. Monrose se alió con el bando de la resistencia, y fue por un tiempo uno de sus más enérgicos defensores. No tenía una naturaleza puritana, pero compartía el sentimiento surgido a causa de la autoridad política que Carlos I le otorgó a los obispos. Firmó el Covenant nacional, y fue enviado a sofocar la oposición que se había levantado alrededor de Aberdeen y en las tierras del clan de los Gordon. Montrose entró tres veces en Aberdeen, donde cumplió su objetivo, y en el segundo intento obtuvo la cabeza del marqués de Huntly, uno de los miembros del clan Gordon y que fue en principio apresado para ser llevado a Edimburgo, pero en el proceso intentó violar un salvoconducto. Fue líder de la delegación que posteriormente se reunió en el castillo de Muchalls para que se discutiese sobre la confrontación de 1638 con el obispo de Aberdeen. Con el conde de Marischal comandó un regimiento de 9 000 hombres que cruzó el Causey Mounth a través de Portlethen Moss para atacar a los realistas en el puente de Dee. Estos eventos fueron uno de los elementos de la decisión de Carlos I de conceder reformas radicales a los covenanters.
En julio de 1639, después de que se firmase el tratado de Berwick, Montrose fue uno de los líderes covenanters que visitó a Carlos I. El cambio de política de su parte lo llevó finalmente a que apoyase al rey, una transformación que surgió de su deseo de librarse de la gran influencia de los obispos en el estado. Su visión de la situación era esencialmente la de un laico. Su ideal era una sociedad en la que los clérigos debían confinarse a sus deberes espirituales, y al rey le correspondía mantener la ley y el orden. En la reunión del parlamento escocés de septiembre, Montrose tuvo la oposición de Archibald Campbell, primer marqués de Argyll, quien se había nombrado a sí mismo representante del partido nacional, presbiteriano, y de la clase media. Por el contrario, Montrose deseaba traer la autoridad del rey para sobrellevar al parlamento con el fin de derrotar a Argyll, y ofreció al rey el apoyo de un gran número de nobles. Sin embargo fracasó, debido a que Carlos I no podía consentir la propuesta de abandonar a los obispos, y porque ningún partido escocés de peso podía formarse a menos que el presbiterianismo fuese establecido eclesiásticamente.
En 1640, Carlos I se preparó para invadir Escocia, y Montrose era un personaje vital en el objetivo de que jugase un doble papel. En agosto de ese mismo año, firmó el acuerdo de Cumbernauld como protesta contra las prácticas particulares y directas de Argyll. No obstante, tomó su lugar entre los defensores de su país, y en el mismo mes demostró su valentía cuando asaltó al clan Tyne en Newburn. Después del éxito de la invasión, Montrose continuó valorando sus ideas políticas que ahora eran imposibles. El 27 de mayo de 1641 fue convocado ante un comité de patrimonio privado y fue acusado de realizar intrigas políticas hacia Argyll, siendo encarcelado el 11 de junio en el Castillo de Edimburgo. Carlos I visitó Escocia para dar su consentimiento oficial a la abolición del episcopado, y durante el regreso del rey a Inglaterra, Montrose compartió la amnistía que fue acordada silenciosamente a todos los partidarios del monarca inglés.

### Escocia en las Guerras de los Tres Reinos

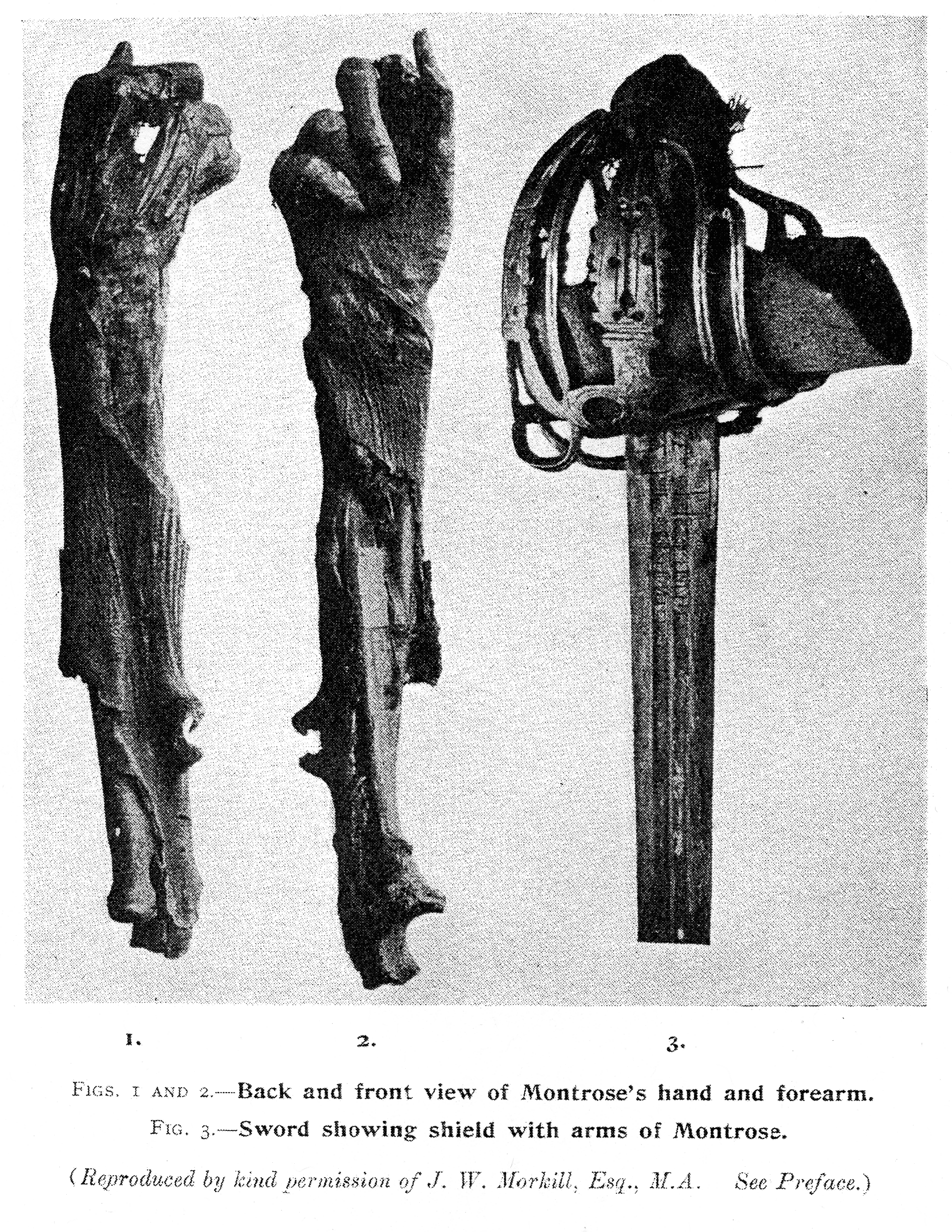
Reliquias del colgamiento de Montrose: su brazo derecho (visto de frente y por atrás) y su espada.

Los highlanders nunca se habían unido, pero Montrose sabía que muchos de los individuos de los clanes de las tierras altas occidentales, que en su mayoría eran católicos, detestaban a Artgyll y a sus seguidores del clan Campbell, pero no tanto como los MacDonald que con otros clanes se congregaron a su llamamiento. Los realistas se aliaron con los irlandeses confederados, quienes enviaron 2.000 soldados disciplinados desde Irlanda bajo el mando de Alasdair MacColla y que cruzaron el mar para asistirlo. En las dos campañas Montrose se distinguió por su rapidez de movimiento, conociendo y venciendo a sus oponentes en seis batallas. En los enfrentamientos de Tippermuir y  Aberdeen desvío las imposiciones de los covenanters, en Inverlochy derrotó a los Campbell, en Auldearn, Alford y Kilsyth sus victorias las obtuvo sobre ejércitos bien dirigidos y disciplinados.
El entusiasmo exaltado de los Gordon y de otros clanes generalmente los hacía victoriosos; sin embargo, Montrose confiaba más en la infantería disciplinada de Irlanda. Su estrategia en Inverlochy, sus tácticas en Aberdeen, Auldearn y Kilsyth sirvieron como modelos de arte militar, pero sobre todo su audacia y constancia lo identificaron a él como uno de los grandes soldados de la guerra. Su carrera de triunfos llegó a su cúspide en la gran Batalla de Kilsyth el 15 de agosto de 1646. 
Desde ese momento Montrose se encontró a sí mismo aparentemente como amo de Escocia. En el nombre del rey, que lo designó Señor Teniente y capitán general de Escocia, convocó a que se reuniese el parlamento en Glasgow el 20 de octubre, en el cual sin duda esperaba reconciliar la lealtad a Carlos I con el establecimiento de un clero presbiteriano apolítico. El parlamento nunca se reunió.

Dispersa mis cenizas, espárcelas en el aire.
Señor, usted sabe dónde están todos estos átomos,
Tengo la esperanza de que una vez recuperará mi polvo,
y confío que me alzará con los Justos.

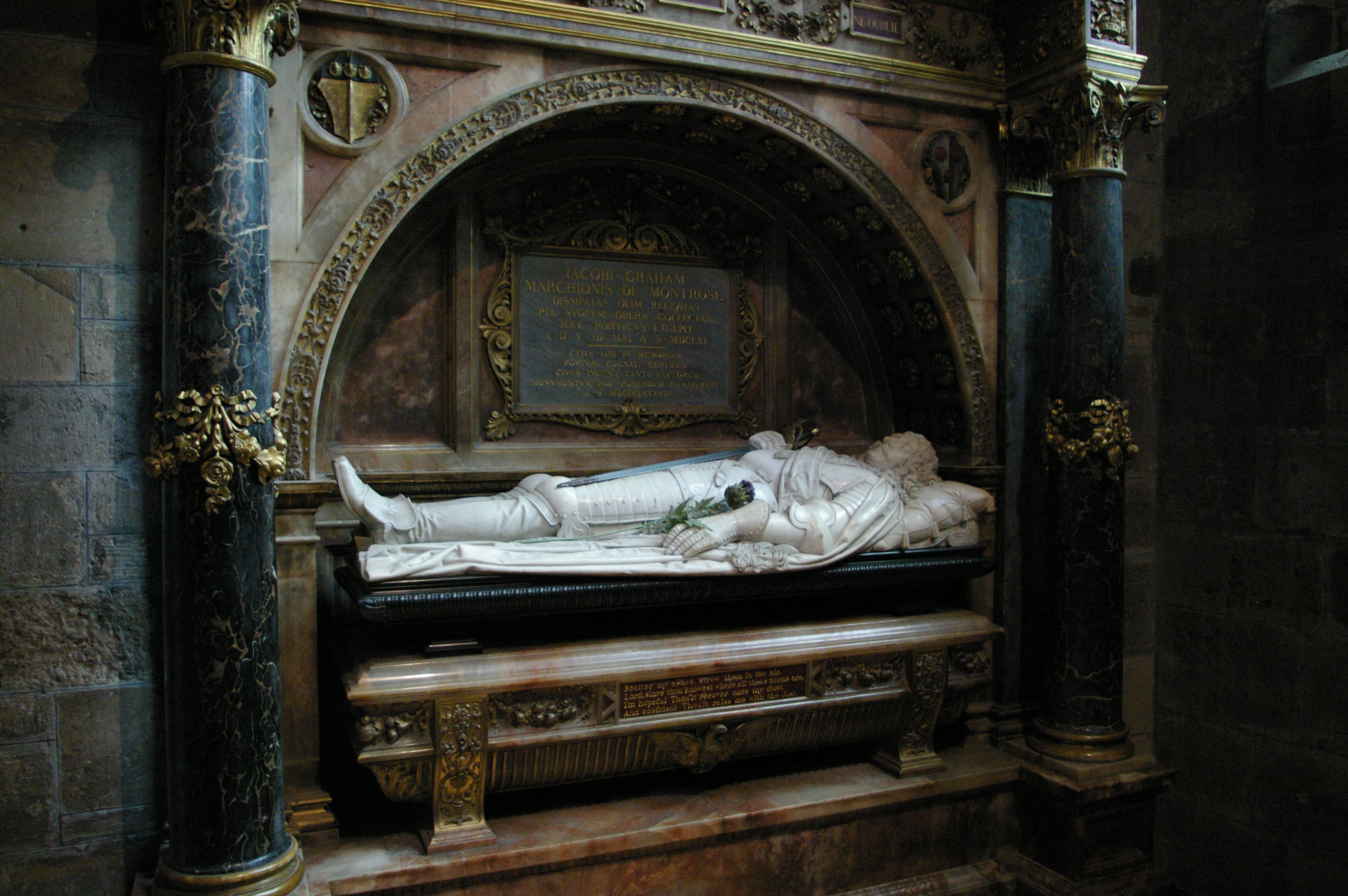
Sobre su tumba en la catedral de St. Giles está inscrito el siguiente poema del propio Montrose, escrito el día antes de su ejecución: Dispersa mis cenizas, espárcelas en el aire.
Señor, usted sabe dónde están todos estos átomos,
Tengo la esperanza de que una vez recuperará mi polvo,
y confío que me alzará con los Justos.

Carlos I de Inglaterra fue derrotado en la Batalla de Naseby, el 14 de junio, y Montrose tuvo que acudir en su ayuda si aún había un rey que proclamar. David Leslie, uno de los mejores generales escoceses, fue rápidamente despachado contra Montrose para que anticipase su invasión. El 12 de septiembre se encontró con Montrose,  abandonado antes por sus highlanders y protegido únicamente por un pequeño grupo de seguidores en la batalla de Philiphaugh. Leslie venció fácilmente y Montrose huyó cortando camino a través de las tierras altas, pero fracasó en su intento de organizar un ejército. En septiembre de 1646 se embarcó hacia Noruega. 
Montrose una vez más aparecería en el escenario de la historia escocesa. En junio de 1649, con grandes deseos de vengar la muerte del rey, fue restaurado por el exiliado Carlos II de Inglaterra en un cargo simbólico de Teniente de Escocia. Sin embargo, poco tiempo después Carlos II no tuvo escrúpulos en desautorizar a su más noble partidario, para poder convertirse en rey según los términos dictados por Argyll y sus discípulos. En marzo de 1650 Montrose arribó a Orkney para asumir el mando de un pequeño ejército que él había convocado anteriormente. Cruzando el país, intentó en vano reclutar a los clanes, y el 27 de abril fue sorprendido y dirigido hacia la Batalla de Carbisdale en Ross-shire. Su ejército fue derrotado en la batalla, pero el logró escapar. Después de vagar sin rumbo por algún tiempo fue rodeado hasta su rendición por Neil MacLeod de Assynr en el castillo de Ardvreck, a quien había acudido para ser protegido, sin que supiese su enemistad política con los MacLeod. Fue llevado prisionero a Edimburgo y el 20 de mayo fue sentenciado a muerte por el parlamento. Fue ahorcado el 21 de mayo, y se le colocó la elogiosa biografía de Wishart alrededor de su cuello durante su ejecución. Hasta el final afirmó que era un verdadero covenanter y un súbdito leal. Poco después de la muerte de Montrose, el gobierno escocés de Artgyll se cambió de bando y también se volvió realista.